# Földes (Ungarn)
Földes ist eine ungarische Großgemeinde im Kreis Püspökladány im Komitat Hajdú-Bihar.

## Geografie
Földes liegt 19 Kilometer südöstlich der Kreisstadt Püspökladány. Durch das Gemeindegebiet fließt der Keleti-főcsatorna. Földes grenzt an folgende Gemeinden:
| Tetétlen |                                             | Hajdúszovát Derecske |
| Báránd   | Kompassrose, die auf Nachbargemeinden zeigt |                      |
|          | Sáp                                         | Berettyóújfalu       |

## Geschichte
Die erste schriftliche Erwähnung stammt aus dem Jahr 1215.

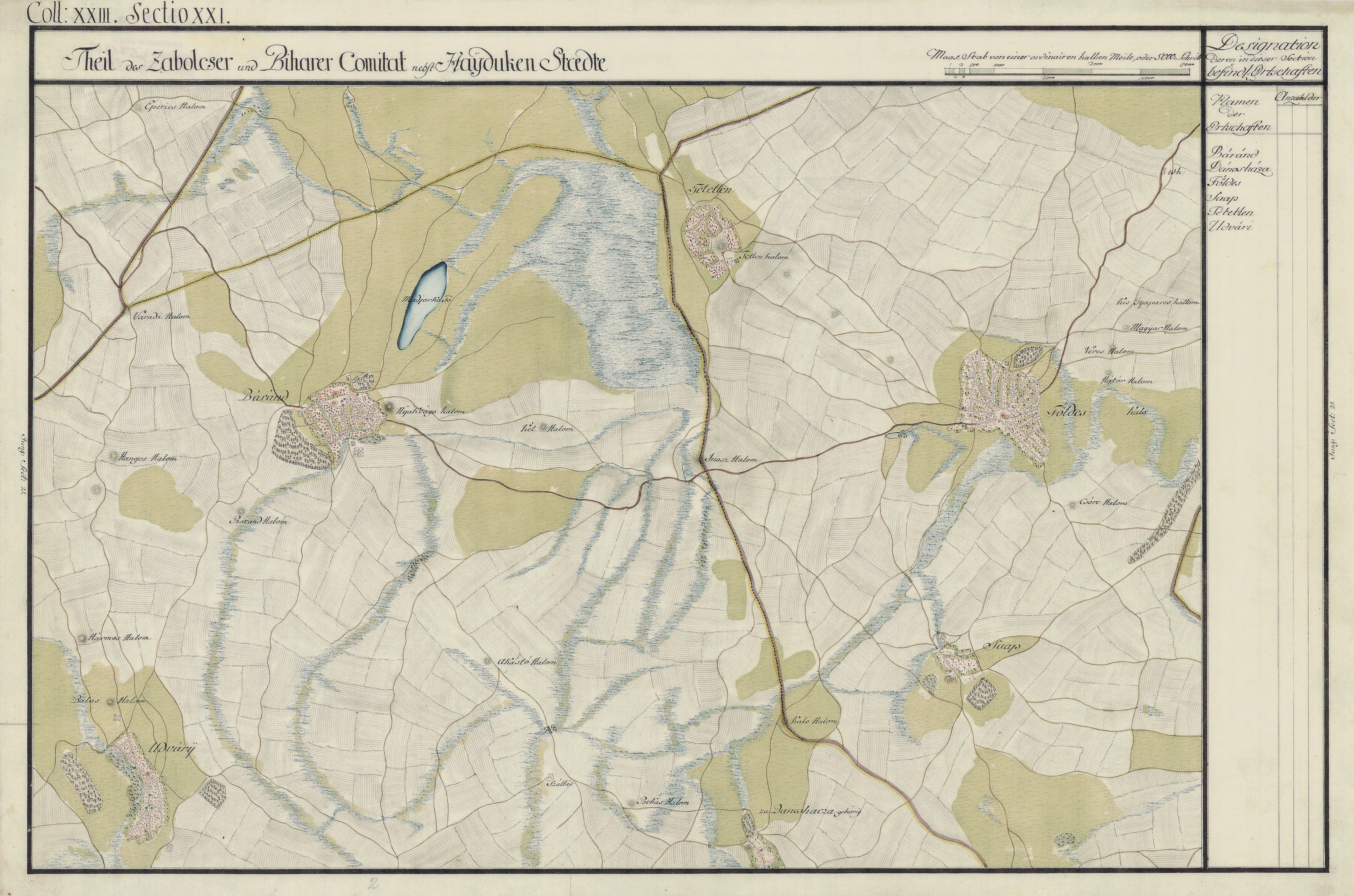
Földes (rechts Mitte) um 1782 (Aufnahmeblatt der Josephinischen Landesaufnahme)
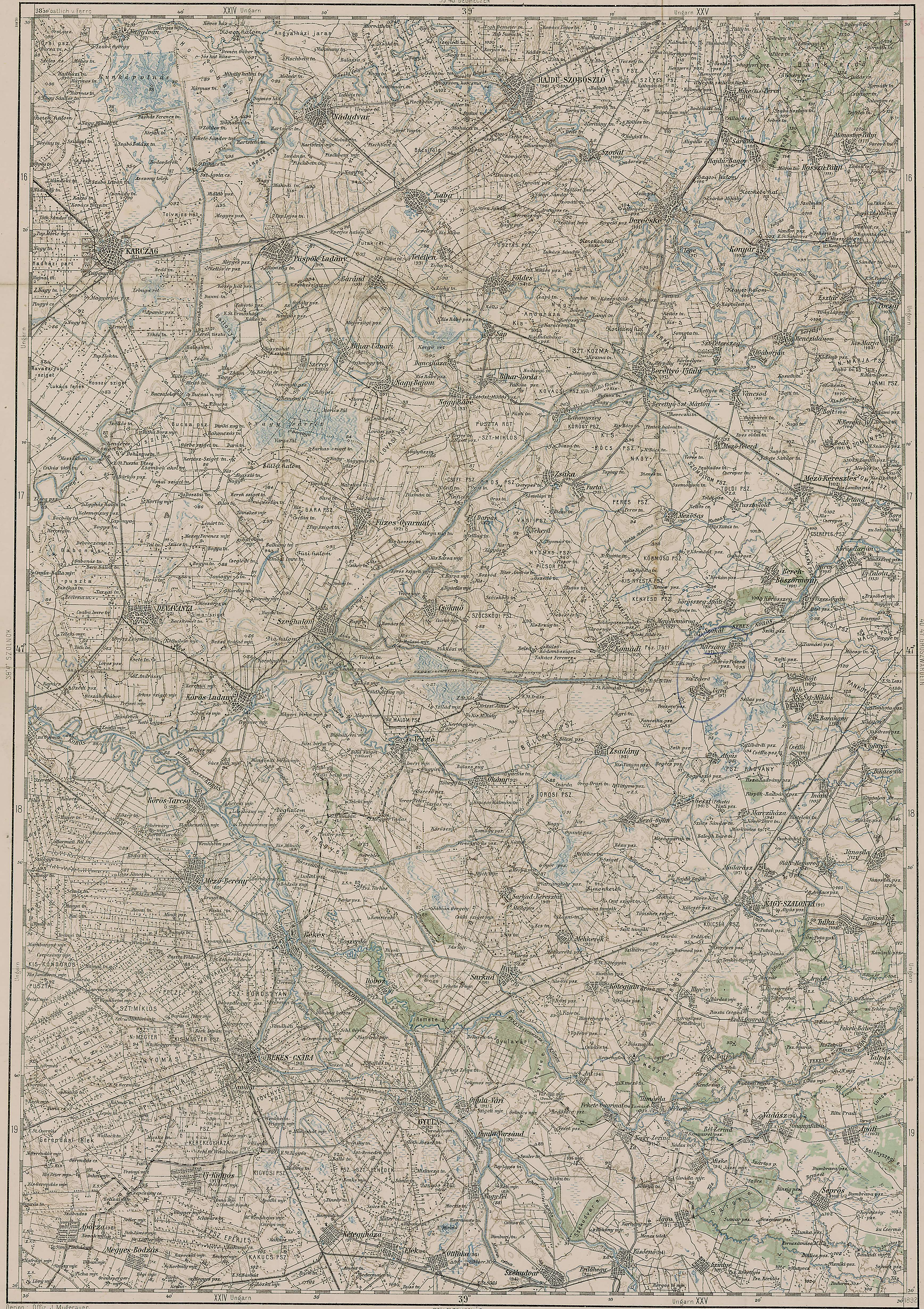
Földes (N 47° 18'; O 39° 2') um 1892 (Aufnahmeblatt der Franzisco-Josephinischen Landesaufnahme)

## Persönlichkeiten
- Henrik Gál (* 1947), Europameister im Ringen

## Verkehr
Földes liegt direkt an der Hauptstraße Nr. 42 zwischen Püspökladány und Berettyóújfalu. In der Ortsmitte treffen die Landstraßen Nr. 3407 und Nr. 4805 aufeinander. Es bestehen Busverbindungen nach Berettyóújfalu, Kaba, Nagyrábé und Püspökladány. Der nächstgelegene Bahnhof befindet sich drei Kilometer südlich in Sáp.